# Illichengraben
Der Illichengraben ist ein Meliorationsgraben und rechter Zufluss der Nuthe in Brandenburg.
Der Graben beginnt nordwestlich des Stadtzentrums von Luckenwalde und entwässert dort eine landwirtschaftlich genutzte Fläche. Er verläuft rund 850 Meter in nordnordöstlicher Richtung und unterquert dabei die Bundesstraße 101. Wenige Meter vor der Wohnbebauung von Ruhlsdorf schwenkt er nach Osten hin ab und verläuft rund drei Kilometer in östlicher Richtung parallel zur B 101. Dort schwenkt er nach Norden und verläuft fortan nur wenige Meter westlich parallel zur Nuthe. Am Ortsteil Liebätz fließt von Westen der Horst-Wallgraben zu. Weiter nach Norden fließend erreicht er die Gemarkung von Märtensmühle. Dort befindet sich südlich der Wohnbebauung ein Forellenteich, der durch ein Wehr aufgestaut wurde. Über dieses Wehr fließt er nach Osten in die Nuthe ab.